# Чевош
Чевош — река в России, протекает по Чойскому району Республики Алтай. Устье реки находится в 70 км по левому берегу реки Уймень. Длина реки составляет 22 км.

## Данные водного реестра
По данным государственного водного реестра России относится к Верхнеобскому бассейновому округу, водохозяйственный участок реки — Бия, речной подбассейн реки — Бия и Катунь. Речной бассейн реки — (Верхняя) Обь до впадения Иртыша.